# تپه شادگلی
تپه شادگلی مربوط به عصر آهن است و در شهرستان ایجرود، بخش مرکزی، دهستان گلابر، ۲۹۰۰ متری غرب روستای قره دره واقع شده و این اثر در تاریخ ۱۵ دی ۱۳۸۷ با شمارهٔ ثبت ۲۴۰۷۴ به‌عنوان یکی از آثار ملی ایران به ثبت رسیده است.